# Vailhourles
Vailhourles [vajuʁl] est une commune française située dans le département de l'Aveyron, en région Occitanie.

## Géographie

### Localisation
La commune est limitrophe du département de Tarn-et-Garonne.

### Communes limitrophes
Les communes limitrophes sont  Castanet, La Rouquette, Martiel, Parisot, Puylagarde et Savignac.
|                              | Martiel                    | Savignac     |
| Puylagarde (Tarn-et-Garonne) | Vailhourles                | La Rouquette |
| Parisot (Tarn-et-Garonne)    | Castanet (Tarn-et-Garonne) |              |

### Hydrographie

#### Réseau hydrographique

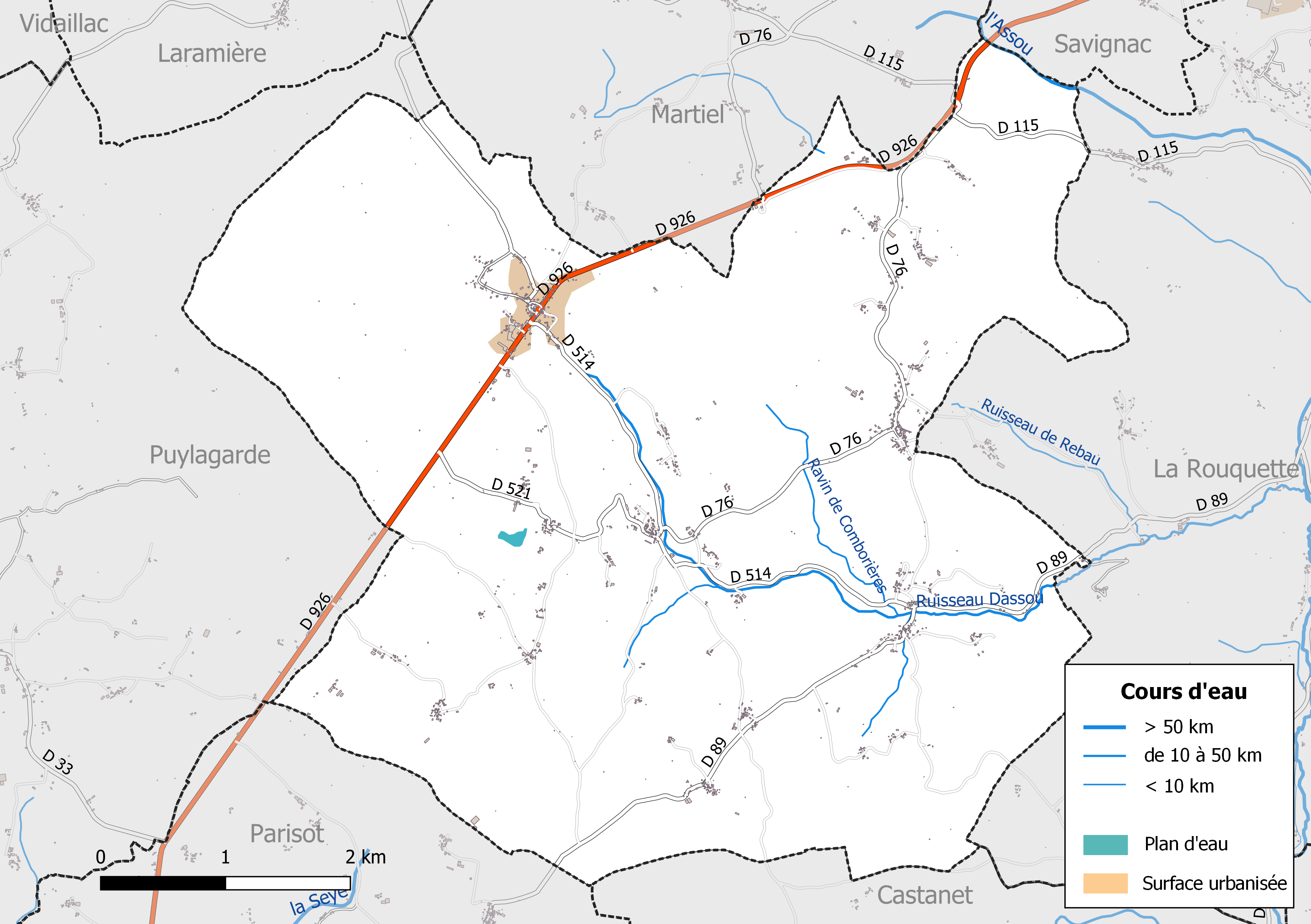
Réseaux hydrographique et routier de Vailhourles.

La commune est drainée par l'Assou, le ruisseau Dassou, le ravin de Comborières et par divers petits cours d'eau.
L'Assou, d'une longueur totale de 14 km, prend sa source dans la commune de Martiel et se jette  dans  l'Aveyron à Monteils, après avoir arrosé 6 communes.

#### Gestion des cours d'eau
La gestion des cours d’eau situés dans le bassin de l’Aveyron est assurée par l’établissement public d'aménagement et de gestion des eaux (EPAGE) Aveyron amont, créé le 1er janvier 2017, en remplacement du syndicat mixte du bassin versant Aveyron amont,,.

## Climat
Pour des articles plus généraux, voir Climat de l'Occitanie et Climat de l'Aveyron.
En 2010, le climat de la commune est de type climat océanique altéré, selon une étude s'appuyant sur une série de données couvrant la période 1971-2000. En 2020, Météo-France publie une typologie des climats de la France métropolitaine dans laquelle la commune est exposée à un climat océanique altéré et est dans une zone de transition entre les régions climatiques « Aquitaine, Gascogne » et « Ouest et nord-ouest du Massif Central ». La première est caractérisée par une pluviométrie abondante au printemps, modérée en automne, un faible ensoleillement au printemps, un été chaud (19,5 °C), des vents faibles, des brouillards fréquents en automne et en hiver et des orages fréquents en été (15 à 20 jours). La seconde présente une pluviométrie annuelle de 900 à 1 500 mm, maximale en automne et en hiver.
Pour la période 1971-2000, la température annuelle moyenne est de 11,8 °C, avec une amplitude thermique annuelle de 15,6 °C. Le cumul annuel moyen de précipitations est de 930 mm, avec 10,9 jours de précipitations en janvier et 6,3 jours en juillet. Pour la période 1991-2020, la température moyenne annuelle observée sur la station météorologique la plus proche, située sur la commune de Monteils à 8 km à vol d'oiseau, est de 12,8 °C et le cumul annuel moyen de précipitations est de 898,8 mm,. Pour l'avenir, les paramètres climatiques de la commune estimés pour 2050 selon différents scénarios d'émission de gaz à effet de serre sont consultables sur un site dédié publié par Météo-France en novembre 2022.

## Milieux naturels et biodiversité

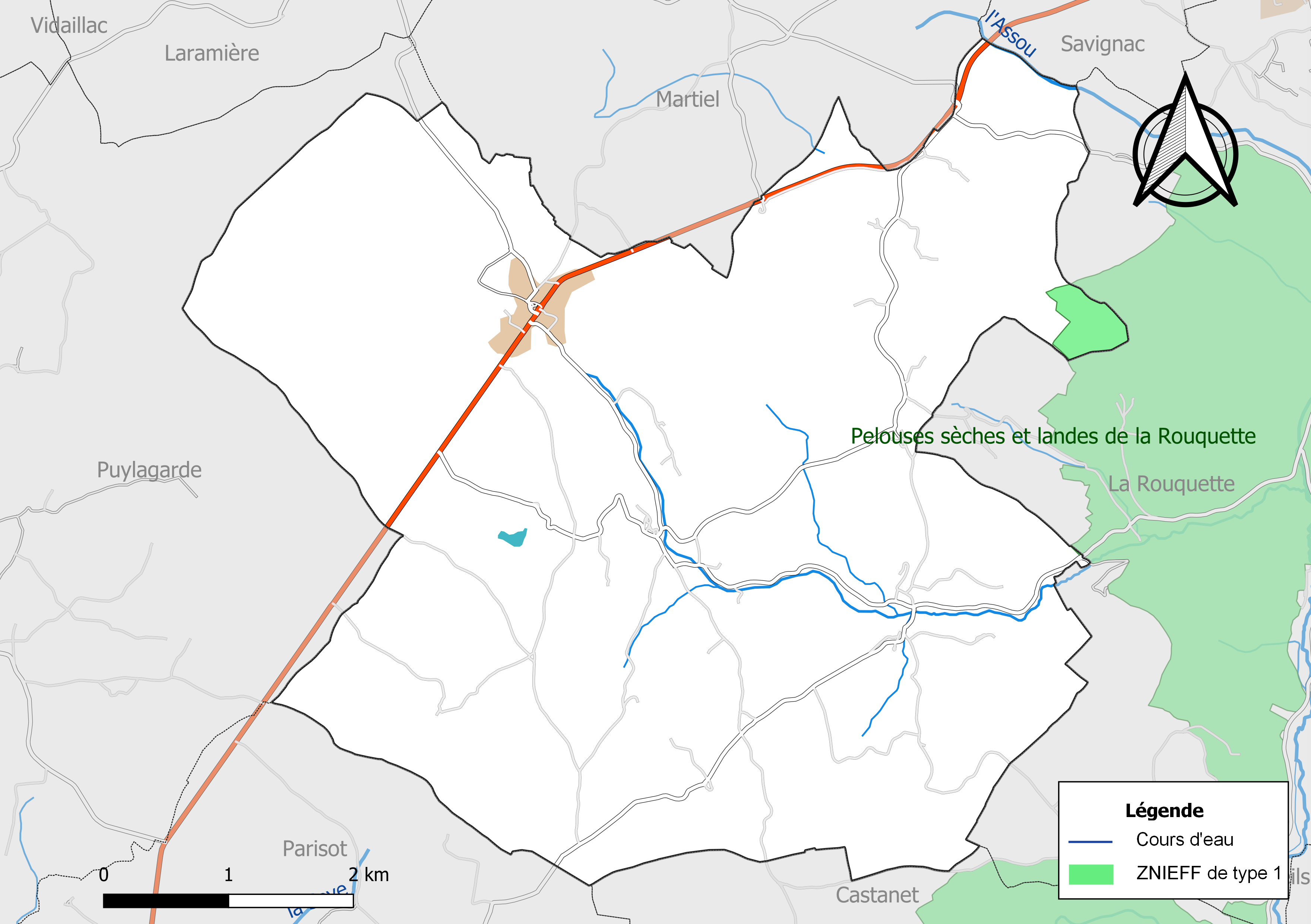
Carte de la ZNIEFF de type 1 localisée sur la commune.

L’inventaire des zones naturelles d'intérêt écologique, faunistique et floristique (ZNIEFF) a pour objectif de réaliser une couverture des zones les plus intéressantes sur le plan écologique, essentiellement dans la perspective d’améliorer la connaissance du patrimoine naturel national et de fournir aux différents décideurs un outil d’aide à la prise en compte de l’environnement dans l’aménagement du territoire.
Le territoire communal de Vailhourles comprend une ZNIEFF de type 1,, 
les « Pelouses sèches et landes de la Rouquette » (804,6 ha), couvrant 2 communes du département

## Urbanisme

### Typologie
Au 1er janvier 2024, Vailhourles est catégorisée commune rurale à habitat très dispersé, selon la nouvelle grille communale de densité à 7 niveaux définie par l'Insee en 2022.
Elle est située hors unité urbaine. Par ailleurs la commune fait partie de l'aire d'attraction de Villefranche-de-Rouergue, dont elle est une commune de la couronne,. Cette aire, qui regroupe 34 communes, est catégorisée dans les aires de moins de 50 000 habitants,.

### Occupation des sols

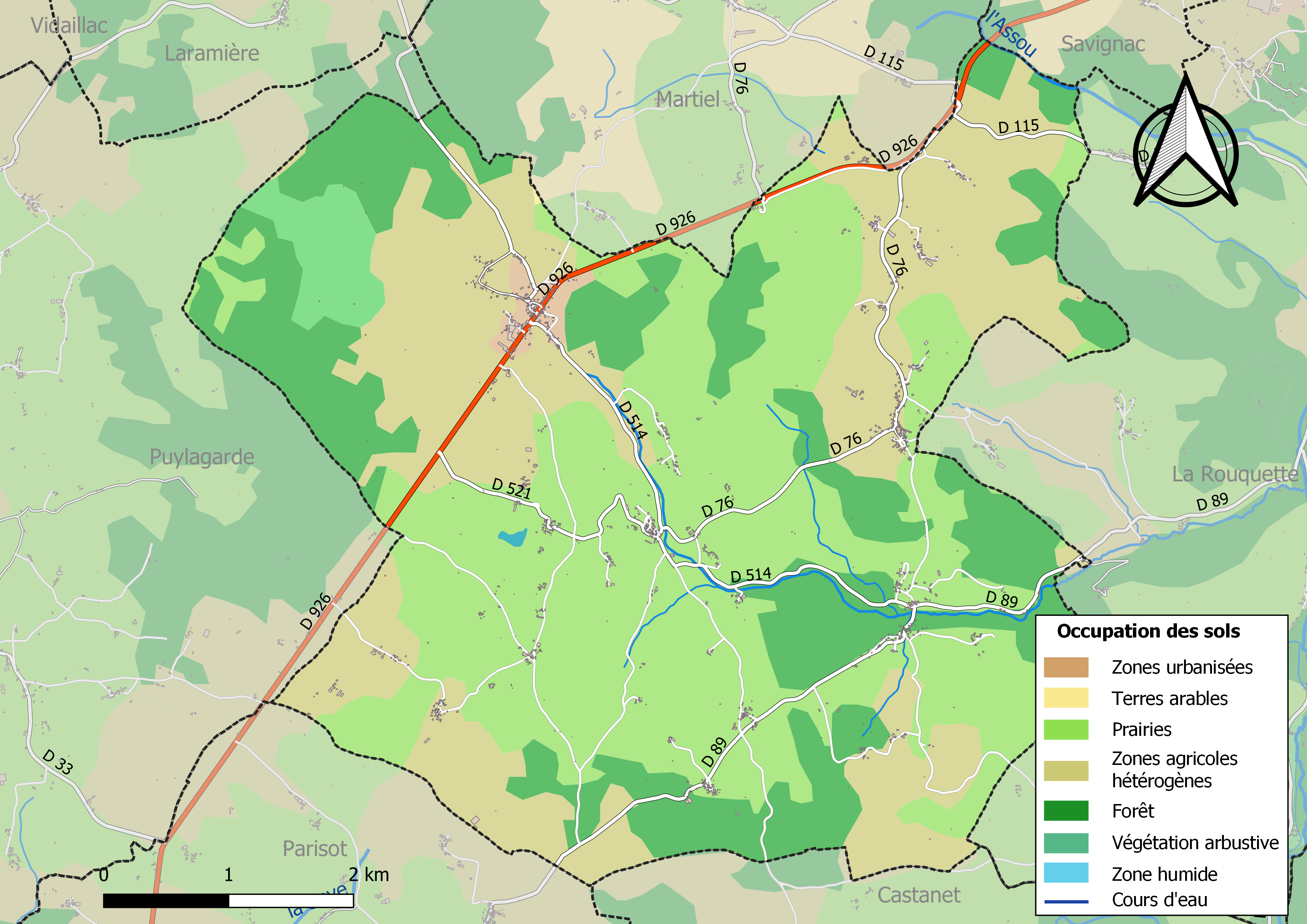
Infrastructures et occupation des sols de la commune de Vailhourles.

L'occupation des sols de la commune, telle qu'elle ressort de la base de données européenne d’occupation biophysique des sols Corine Land Cover (CLC), est marquée par l'importance des territoires agricoles (72,6 % en 2018), une proportion sensiblement équivalente à celle de 1990 (71,8 %). La répartition détaillée en 2018 est la suivante : 
prairies (42,4 %), zones agricoles hétérogènes (30,1 %), forêts (24,1 %), milieux à végétation arbustive et/ou herbacée (2,3 %), zones urbanisées (1 %).

### Planification
La loi SRU du 13 décembre 2000 a incité fortement les communes à se regrouper au sein d’un établissement public, pour déterminer les partis d’aménagement de l’espace au sein d’un SCoT, un document essentiel d’orientation stratégique des politiques publiques à une grande échelle. La commune est dans le territoire du SCoT du Centre Ouest Aveyron  approuvé en février 2020. La structure porteuse est le Pôle d'équilibre territorial et rural Centre Ouest Aveyron, qui associe neuf EPCI, notamment Ouest Aveyron Communauté, dont la commune est membre.
La commune disposait en 2017 d'un plan local d'urbanisme en révision. Le zonage réglementaire et le règlement associé peuvent être consultés sur le Géoportail de l'urbanisme.

### Risques majeurs
Le territoire de la commune de Vailhourles est vulnérable à différents aléas naturels : climatiques (hiver exceptionnel ou canicule), feux de forêts et séisme (sismicité très faible).
Il est également exposé à un risque technologique, le transport de matières dangereuses, et à un risque particulier, le risque radon,.

#### Risques naturels
Le Plan départemental de protection des forêts contre les incendies découpe le département de l’Aveyron en sept « bassins de risque » et définit une sensibilité des communes à l’aléa feux de forêt (de faible à très forte). La commune est classée en sensibilité forte.
Les mouvements de terrains susceptibles de se produire sur la commune sont soit des mouvements liés au retrait-gonflement des argiles, soit des effondrements liés à des cavités souterraines. Le phénomène de retrait-gonflement des argiles est la conséquence d'un changement d'humidité des sols argileux. Les argiles sont capables de fixer l'eau disponible mais aussi de la perdre en se rétractant en cas de sécheresse. Ce phénomène peut provoquer des dégâts très importants sur les constructions (fissures, déformations des ouvertures) pouvant rendre inhabitables certains locaux. La carte de zonage de cet aléa peut être consultée sur le site de l'observatoire national des risques naturels Géorisques. Une autre carte permet de prendre connaissance des cavités souterraines localisées sur la commune,.

#### Risques technologiques
Le risque de transport de matières dangereuses sur la commune est lié à sa traversée par une canalisation de transport de gaz. Un accident se produisant sur une telle infrastructure est en effet susceptible d’avoir des effets graves au bâti ou aux personnes jusqu’à 350 m, selon la nature du matériau transporté. Des dispositions d’urbanisme peuvent être préconisées en conséquence.

#### Risque particulier
Dans plusieurs parties du territoire national, le radon, accumulé dans certains logements ou autres locaux, peut constituer une source significative d’exposition de la population aux rayonnements ionisants. Toutes les communes du département sont concernées par le risque radon à un niveau plus ou moins élevé. Selon le dossier départemental des risques majeurs du département établi en 2013, la commune de Vailhourles est classée à risque faible. Un décret du 4 juin 2018 a modifié la terminologie du zonage définie dans le code de la santé publique et a été complété par un arrêté du 27 juin 2018 portant délimitation des zones à potentiel radon du territoire français. La commune est désormais en zone 1, à savoir zone à potentiel radon faible.

## Histoire
Sur la commune de Vailhourles à Saint Grat avait lieu un pèlerinage pour soigner les fous: lors d'une cérémonie, les malades étaient coiffés du "casque de saint Grat" mort par décollation et l'on faisait sonner les cloches: https://www.occitan-aveyron.fr/fr/diffusio/source/vailhourles/ancienne-cloche-campana-appelee-casque-saint-grat-saint-grat-1987_SRC17432
Le hautbois graile découvert à Vailhourles, unique en son genre.

## Politique et administration

### Découpage territorial
La commune de Vailhourles est membre de la Ouest Aveyron Communauté, un établissement public de coopération intercommunale (EPCI) à fiscalité propre créé le 1er janvier 2017 dont le siège est à Villefranche-de-Rouergue. Ce dernier est par ailleurs membre d'autres groupements intercommunaux.
Sur le plan administratif, elle est rattachée à l'arrondissement de Villefranche-de-Rouergue, au département de l'Aveyron et à la région Occitanie. Sur le plan électoral, elle dépend du  canton de Villefranche-de-Rouergue pour l'élection des conseillers départementaux, depuis le redécoupage cantonal de 2014 entré en vigueur en 2015, et de la deuxième circonscription de l'Aveyron  pour les élections législatives, depuis le dernier découpage électoral de 2010.

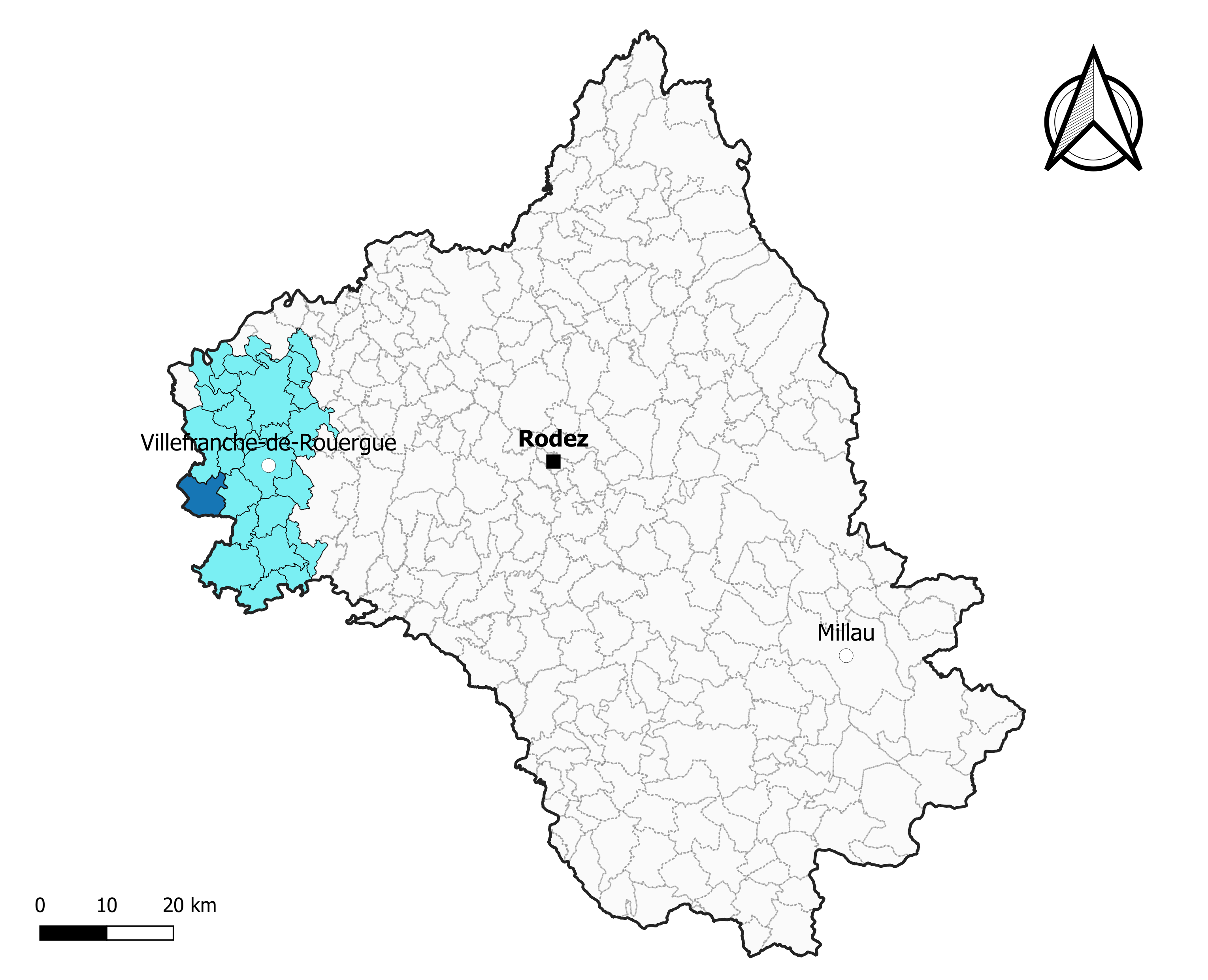
Vailhourles dans l'intercommunalité en 2020.
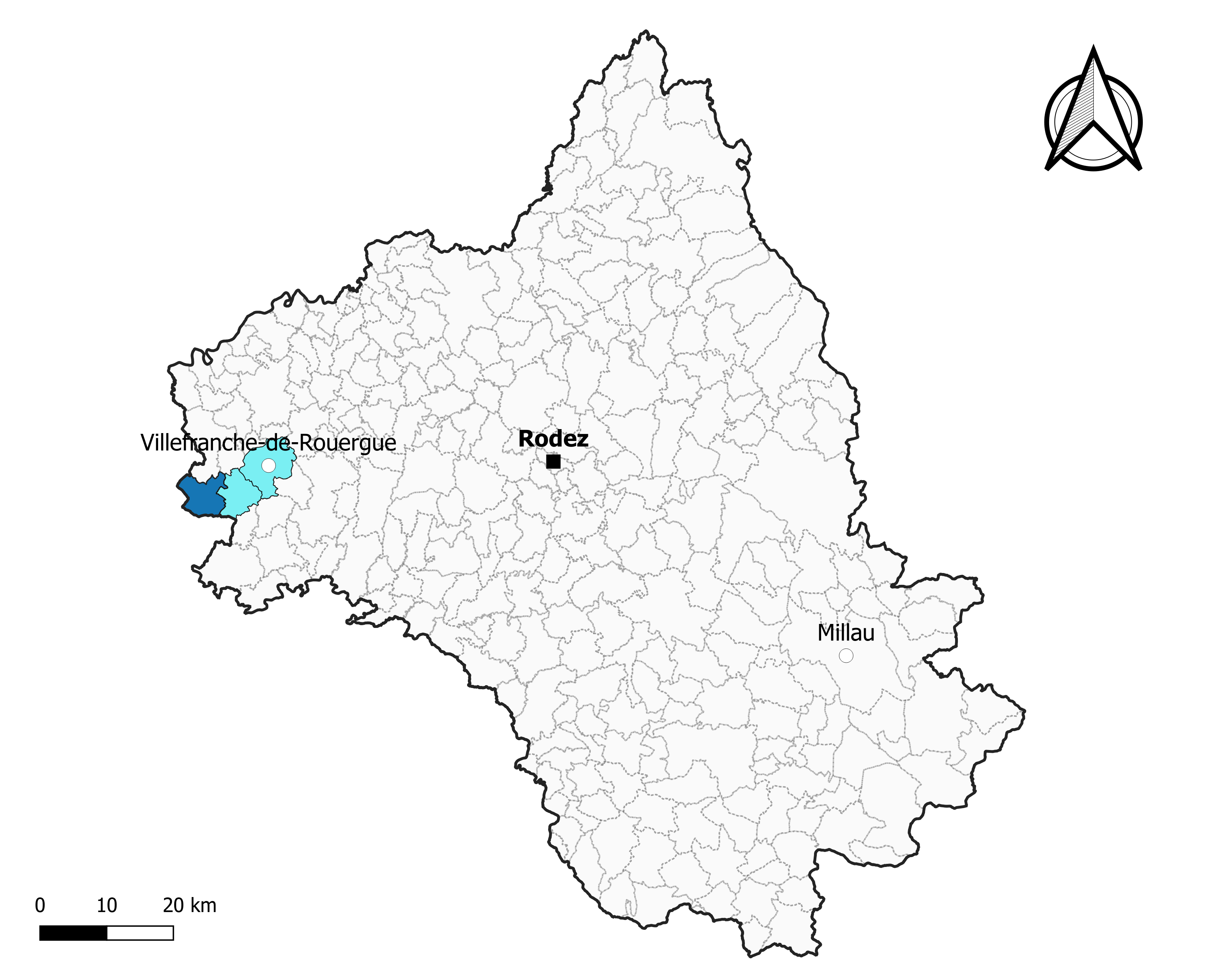
Vailhourles dans le canton de Villefranche-de-Rouergue en 2020.
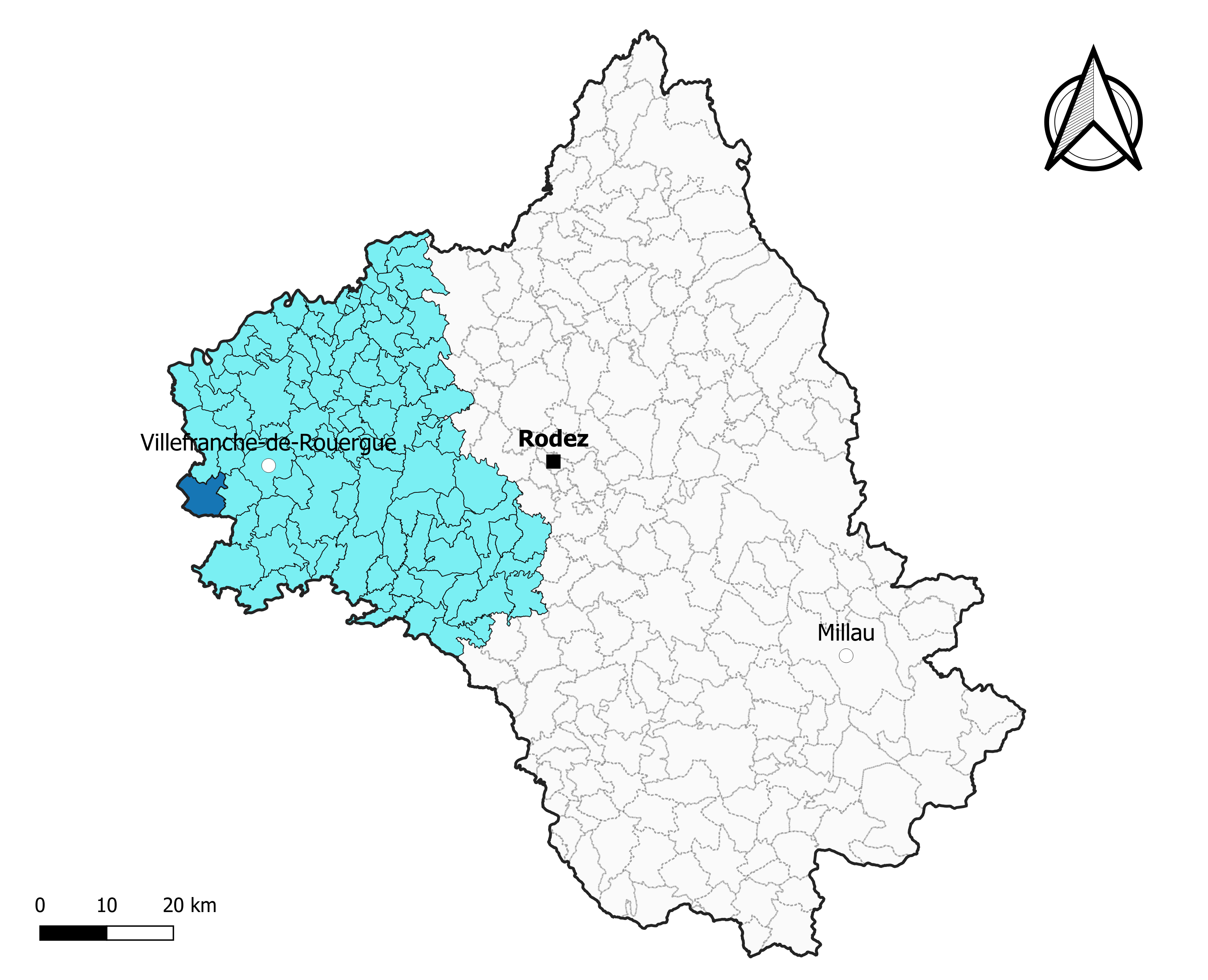
Vailhourles dans l'arrondissement de Villefranche-de-Rouergue en 2020.

### Élections municipales et communautaires

#### Élections de 2020
Le conseil municipal de Vailhourles, commune de moins de 1 000 habitants, est élu au scrutin majoritaire plurinominal à deux tours avec candidatures isolées ou groupées et possibilité de panachage. Compte tenu de la population communale, le nombre de sièges à pourvoir lors des élections municipales de 2020 est de 15. Sur les vingt-neuf candidats en lice, quinze sont élus dès le premier tour, le 15 mars 2020, correspondant à la totalité des sièges à pourvoir, avec un taux de participation de 48,05 %.
Christian Chanut, maire sortant, est réélu pour un nouveau mandat le 26 mai 2020.
Dans les communes de moins de 1 000 habitants, les conseillers communautaires sont désignés parmi les conseillers municipaux élus en suivant l’ordre du tableau (maire, adjoints puis conseillers municipaux) et dans la limite du nombre de sièges attribués à la commune au sein du conseil communautaire. Un siège est attribué à la commune au sein de la Ouest Aveyron Communauté.

#### Liste des maires
| Période                                  | Période  | Identité            | Étiquette | Qualité                 |
| ---------------------------------------- | -------- | ------------------- | --------- | ----------------------- |
| Les données manquantes sont à compléter. |          |                     |           |                         |
| 1971                                     | 1983     | Jean Bouyssel       | DVG       |                         |
| 1983                                     | 1989     | Gérard Olié         |           |                         |
| 1989                                     | 1990     | Jacqueline Savignac |           |                         |
| 1990                                     | 2014     | Jean-Pierre Cieutat | DVD       |                         |
| 2014                                     | En cours | Christian Chanut    | SE        | Ancien employé retraité |

## Démographie
L'évolution du nombre d'habitants est connue à travers les recensements de la population effectués dans la commune depuis 1793. Pour les communes de moins de 10 000 habitants, une enquête de recensement portant sur toute la population est réalisée tous les cinq ans, les populations de référence des années intermédiaires étant quant à elles estimées par interpolation ou extrapolation. Pour la commune, le premier recensement exhaustif entrant dans le cadre du nouveau dispositif a été réalisé en 2006.

En 2022, la commune comptait 651 habitants, en évolution de +2,2 % par rapport à 2016 (Aveyron : +0,37 %, France hors Mayotte : +2,11 %).
| 1793 | 1800 | 1806  | 1821  | 1831  | 1836  | 1841  | 1846  | 1851  |
| ---- | ---- | ----- | ----- | ----- | ----- | ----- | ----- | ----- |
| 695  | 755  | 1 704 | 1 807 | 1 736 | 1 697 | 1 698 | 1 695 | 1 758 |

| 1856  | 1861  | 1866  | 1872  | 1876  | 1881  | 1886  | 1891  | 1896  |
| ----- | ----- | ----- | ----- | ----- | ----- | ----- | ----- | ----- |
| 1 739 | 1 713 | 1 635 | 1 545 | 1 491 | 1 445 | 1 417 | 1 351 | 1 296 |

| 1901  | 1906  | 1911  | 1921 | 1926 | 1931 | 1936 | 1946 | 1954 |
| ----- | ----- | ----- | ---- | ---- | ---- | ---- | ---- | ---- |
| 1 290 | 1 167 | 1 088 | 882  | 859  | 797  | 794  | 765  | 694  |

| 1962 | 1968 | 1975 | 1982 | 1990 | 1999 | 2006 | 2011 | 2016 |
| ---- | ---- | ---- | ---- | ---- | ---- | ---- | ---- | ---- |
| 666  | 615  | 564  | 556  | 535  | 511  | 600  | 682  | 637  |

| 2021 | 2022 | - | - | - | - | - | - | - |
| ---- | ---- | - | - | - | - | - | - | - |
| 644  | 651  | - | - | - | - | - | - | - |

## Économie

### Revenus
En 2018  (données Insee publiées en septembre 2021), la commune compte 282 ménages fiscaux, regroupant 612 personnes. La médiane du revenu disponible par unité de consommation est de 19 390 € (20 640 € dans le département).

### Emploi
| Division       | 2008  | 2013  | 2018  |
| -------------- | ----- | ----- | ----- |
| Commune        | 9 %   | 8,5 % | 8 %   |
| Département    | 5,4 % | 7,1 % | 7,1 % |
| France entière | 8,3 % | 10 %  | 10 %  |

En 2018, la population âgée de 15 à 64 ans s'élève à 347 personnes, parmi lesquelles on compte 78,2 % d'actifs (70,2 % ayant un emploi et 8 % de chômeurs) et 21,8 % d'inactifs,. En  2018, le taux de chômage communal (au sens du recensement) des 15-64 ans est supérieur à celui du département, mais inférieur à celui de la France, alors qu'il était supérieur à celui de la France en 2008.
La commune fait partie de la couronne de l'aire d'attraction de Villefranche-de-Rouergue, du fait qu'au moins 15 % des actifs travaillent dans le pôle,. Elle compte 174 emplois en 2018, contre 190 en 2013 et 173 en 2008. Le nombre d'actifs ayant un emploi résidant dans la commune est de 248, soit un indicateur de concentration d'emploi de 70 % et un taux d'activité parmi les 15 ans ou plus de 54 %.
Sur ces 248 actifs de 15 ans ou plus ayant un emploi, 68 travaillent dans la commune, soit 27 % des habitants. Pour se rendre au travail, 88 % des habitants utilisent un véhicule personnel ou de fonction à quatre roues, 4,8 % s'y rendent en deux-roues, à vélo ou à pied et 7,2 % n'ont pas besoin de transport (travail au domicile).

### Activités hors agriculture

#### Secteurs d'activités
53 établissements sont implantés  à Vailhourles au 31 décembre 2019. Le tableau ci-dessous en détaille le nombre par secteur d'activité et compare les ratios avec ceux du département,.
| Secteur d'activité                                                                                        | Commune | Commune | Département |
| Secteur d'activité                                                                                        | Nombre  | %       | %           |
| --- | ------- | ------- | ----------- |
| Ensemble                                                                                                  | 53      |         |             |
| Industrie manufacturière, industries extractives et autres                                                | 7       | 13,2 %  | (17,7 %)    |
| Construction                                                                                              | 10      | 18,9 %  | (13 %)      |
| Commerce de gros et de détail, transports, hébergement et restauration                                    | 14      | 26,4 %  | (27,5 %)    |
| Activités immobilières                                                                                    | 1       | 1,9 %   | (4,2 %)     |
| Activités spécialisées, scientifiques et techniques et activités de services administratifs et de soutien | 12      | 22,6 %  | (12,4 %)    |
| Administration publique, enseignement, santé humaine et action sociale                                    | 3       | 5,7 %   | (12,7 %)    |
| Autres activités de services                                                                              | 6       | 11,3 %  | (7,8 %)     |

Le secteur du commerce de gros et de détail, des transports, de l'hébergement et de la restauration est prépondérant sur la commune puisqu'il représente 26,4 % du nombre total d'établissements de la commune (14 sur les 53 entreprises implantées  à Vailhourles), contre 27,5 % au niveau départemental.

#### Entreprises
L' entreprise ayant son siège social sur le territoire communal qui génère le plus de chiffre d'affaires en 2020 est : 
- Transports Georges Portal, transports routiers de fret interurbains (17 976 k€)

### Agriculture
La commune est dans le Bas Quercy, une petite région agricole occupant l'extrême-ouest du département de l'Aveyron. En 2020, l'orientation technico-économique de l'agriculture  sur la commune est la polyculture et/ou le polyélevage.
|               | 1988  | 2000  | 2010  | 2020  |
| ------------- | ----- | ----- | ----- | ----- |
| Exploitations | 70    | 38    | 32    | 31    |
| SAU (ha)      | 1 870 | 1 790 | 1 697 | 1 944 |

Le nombre d'exploitations agricoles en activité et ayant leur siège dans la commune est passé de 70 lors du recensement agricole de 1988  à 38 en 2000 puis à 32 en 2010 et enfin à 31 en 2020, soit une baisse de 56 % en 32 ans. Le même mouvement est observé à l'échelle du département qui a perdu pendant cette période 51 % de ses exploitations,. La surface agricole utilisée sur la commune a quant à elle augmenté, passant de 1 870 ha en 1988 à 1 944 ha en 2020. Parallèlement la surface agricole utilisée moyenne par exploitation a augmenté, passant de 27 à 63 ha.

## Culture locale et patrimoine

### Lieux et monuments
- Plusieurs dolmens dans les bois entre Laramière et Mémer attestent de la présence des hommes sur le territoire dès la Préhistoire
- La borne milliaire de Foncavette découverte en 1920 et dédiée à l'empereur Constance Chlore, atteste qu'un raccourci de la grande voie romaine transversale LYON-BORDEAUX entre Carantomagus (Cranton, commune de Camboulive) et la station de Cosa près d'Albias,en Bas Quercy[52] passait sur la commune.
- Église Saint-Géraud de Vailhourles, connue pour sa crypte qui conserve des éléments d'architecture anciens avec un appareillage en petits moellons mal dégrossis au marteau avec des angles extérieurs de la nef arrondis. Les spécialistes  attribuent ce type de construction aux alentours de l'an Mil. Des sondages faits tout autour de l'église ont permis de découvrir les sépultures dont certaines remontent au très haut Moyen Âge[53].
- Église Sainte-Madeleine de Calcomier.
- Église Saint-Grat de Mémer.
- Église Saint-Grat-et-Saint-Ansul de Saint-Grat.
- Chapelle Saint-Fiacre de Vailhourles.

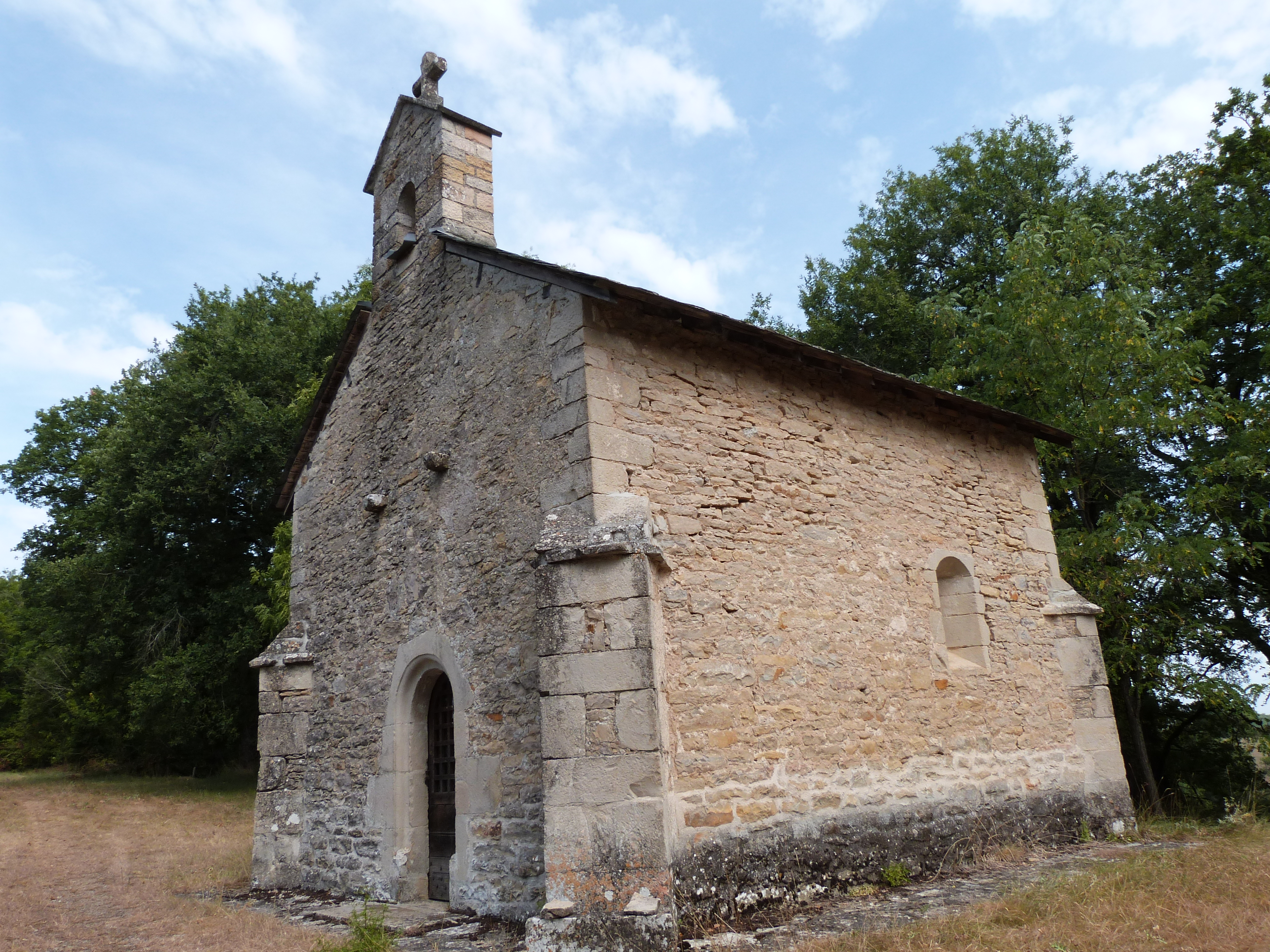
Chapelle Saint-Fiacre.
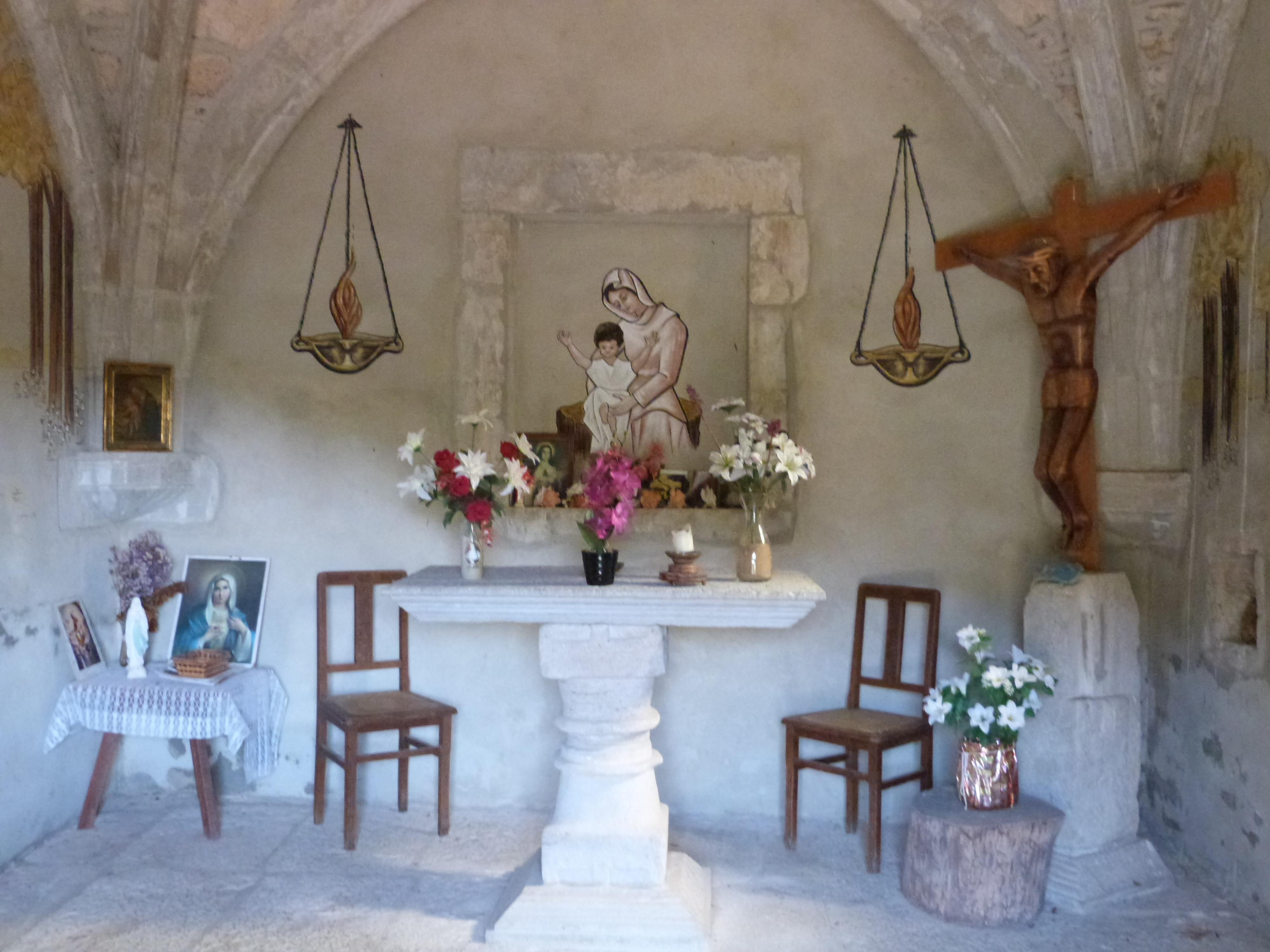
L'intérieur.
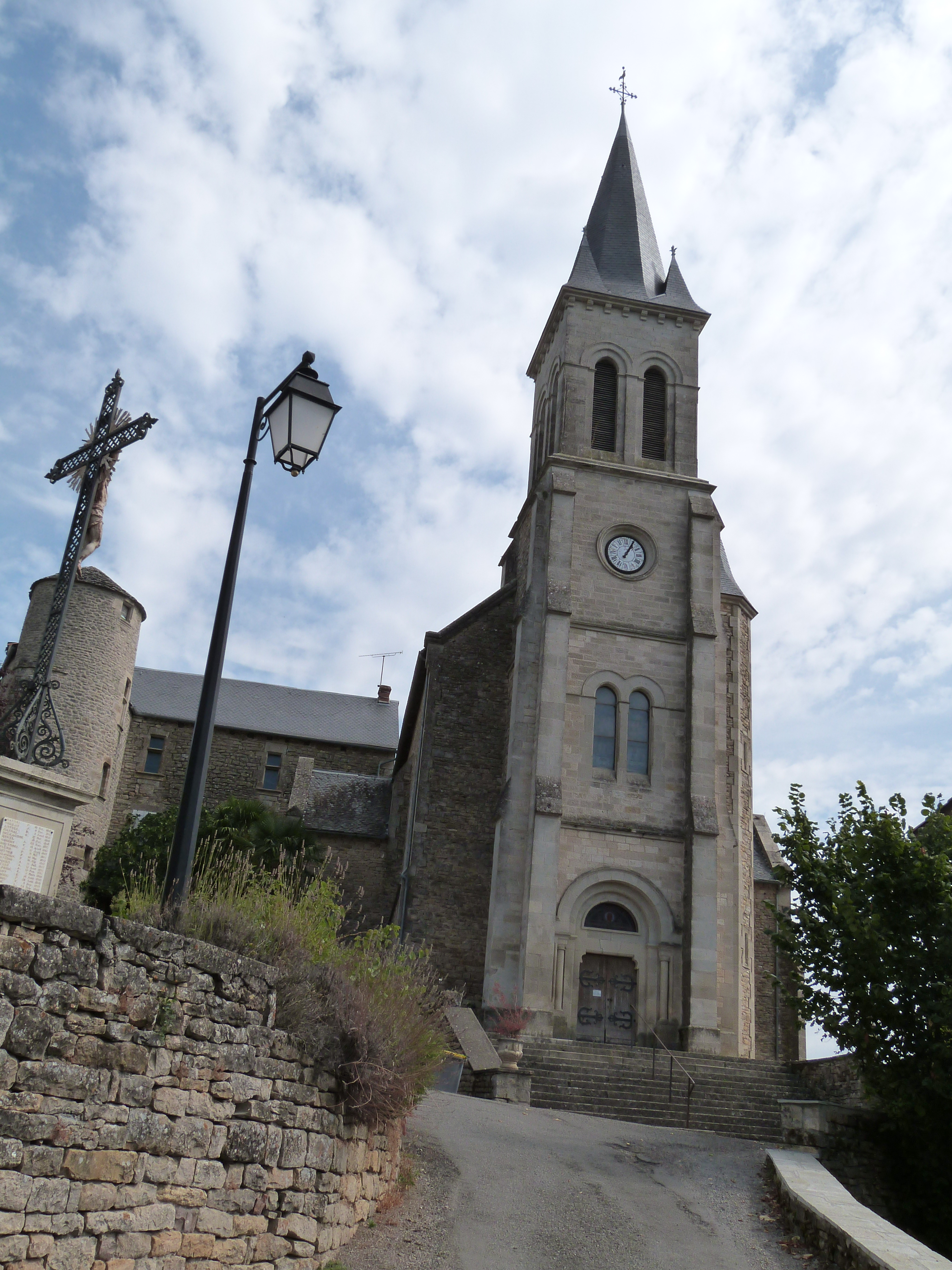
Église Saint-Géraud de Vailhourles
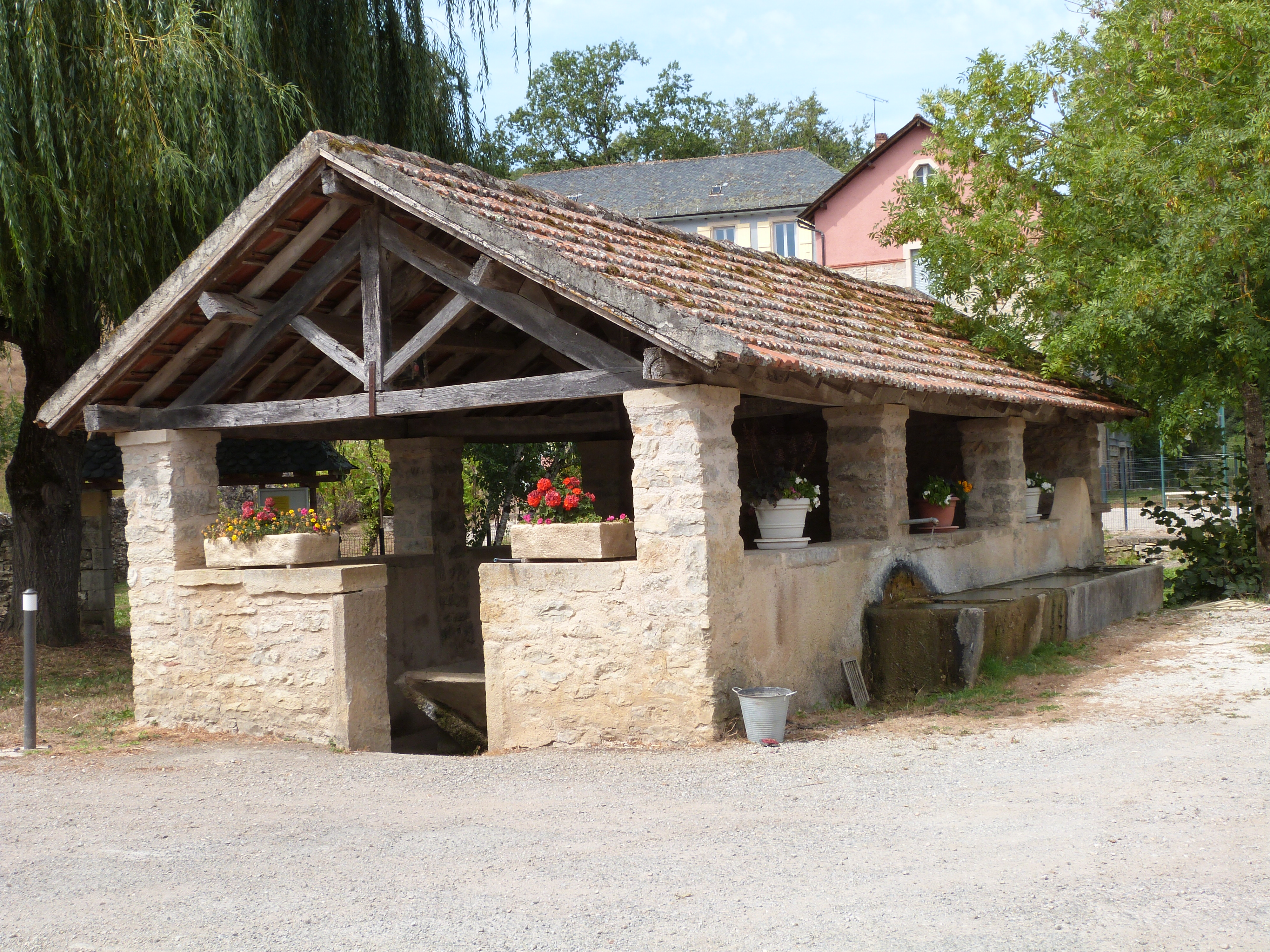
Lavoir à Vailhourles.
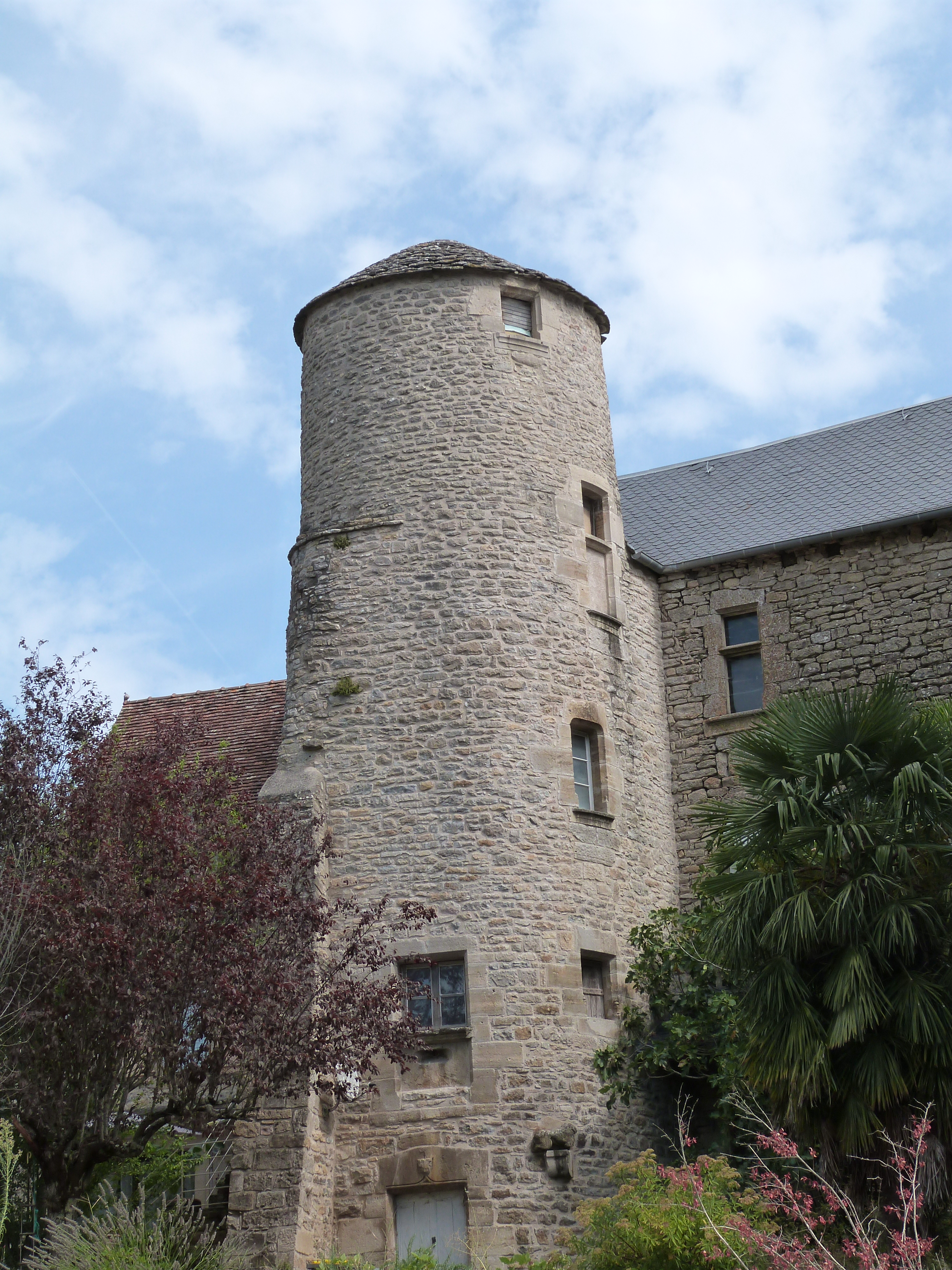
Tour.

### Personnalités liées à la commune
- Roland Boscary-Monsservin : avocat et homme politique français, ancien maire.
- Joan Pau Giné : auteur-compositeur (métier) catalan est décédé d'accident de voiture dans la commune le 6 juin 1993.
- Sèrgi Carles : né à Vailhourles en 1950, instituteur puis maître formateur d'occitan. Traducteur de nombreux ouvrages. Auteur d'un récit autobiographique bilingue (occitan, français) de son enfance à Calcomier: Istòria d'un sauvatjòt / Je suis cet enfant, 2023, letras d'òc,  (ISBN 978-2-37863-050-8)[54]